# 괴산 최씨
괴산 최씨(槐山崔氏)는 충청북도 괴산군을 본관으로 하는 한국의 성씨이다. 시조는 최정발(崔正潑)이다.  

## 참고 자료
- “괴산최씨(槐山崔氏)”. 뿌리를 찾아서.[깨진 링크(과거 내용 찾기)]